# Bíboros kamarás

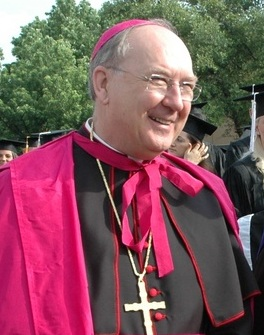
Kevin Joseph Farrell bíboros, a római katolikus egyház camerlengója

A bíboros kamarás, hivatalosan camerlengo (camerarius) a 16. század óta az Apostoli Kamara élén álló tisztségviselő; feladata a Szentszék vagyonának kezelése, elsősorban abban az időszakban, amikor a pápai hivatal betöltetlen. 1975 óta a Romano Pontifici eligendo című konstitúció szabályozza a camerlengo teendőit.

## A pápa halála után
A pápa halálával a camerlengo különleges jogokat kap; neki kell biztosítania a pápai trón öröklésének szabályos menetét. Ő állapítja meg, hogy a pápa meghalt, ehhez háromszor keresztnevén szólítja, majd a homlokára koppant az erre szolgáló kis aranykalapáccsal. Ha nem kap választ, bejelenti: „A pápa valóban halott”. Ezután lehúzza az elhunytról a halászgyűrűt, és azt összetöri a bíboros testület előtt. Előkészíti az új pápát megválasztó bíboros testület, a konklávé összehívását, ügyel a pápaválasztás zavartalanságára.
A következő pápa megválasztásáig három társával?
- kardinális püspök

- kardinális pap
- kardinális dékán

ő intézi az egyház napi ügyeit. Ez a testület a különleges kongregáció.
Ezekhez a teendőihez a hagyomány szerint használhatja az egyházfő dolgozószobáját és lakosztályát.
Az új pápa megválasztása után a camerlengo felhúzza ujjára halászgyűrűt, és e szavakkal mutatja be őt a világnak:
Annuntio vobis gaudium magnum! Habemus papam! (Nagy örömet jelentek be nektek! Van pápánk!)

## Bíboros kamarások 1901 és 2022 között
- Luigi Oreglia di Santo Stefano: 1885–1913
- Francesco Salesio Della Volpe: 1914–1916
- Pietro Gasparri: 1916–1934
- Eugenio Pacelli: 1935–1939
- Lorenzo Lauri: 1939–1941
- sede vacante: 1941–1958
- Benedetto Aloisi Masella: 1958–1970
- Jean-Marie Villot: 1970–1979
- Paolo Bertoli: 1979–1985
- Sebastiano Baggio: 1985–1993
- Eduardo Martínez Somalo: 1993–2007
- Tarcisio Bertone: 2007–2014
- Jean-Louis Tauran: 2014–2018
- Kevin Joseph Farrell: 2019–

2007. április 4-től 2014. december 20-ig Tarcisio Bertone volt a bíboros kamarás, akkor Jean-Louis Tauran bíborost, a Vallásközi    Párbeszéd Pápai Tanácsának elnökét nevezte ki Ferenc pápa.
Jean-Louis Tauran bíboros kamarás 2018. július 5-én elhunyt.
2019. február 14-én Ferenc pápa Kevin Joseph Farrell bíborost, a Világiak, Család és Élet Kongregációjának prefektusát nevezte ki bíboros kamarásnak.

## Tágabb értelemben
Más egyházi tisztviselők is jogosultak a „camerlengo” titulusra:
- a bíborosok kollégiumának camerlengója felel a kollégium pénzügyeiért és ő teljesít szolgálatot az elhunyt bíborosok temetésén;
- a római klérus camerlengóját a római egyházközségek plébánosai és kanonokjai választják meg. Kitüntetett helye van a körmenetekben és ő szabja meg a rangsort, vagyis hogy ki mikor következik a szertartásrendben.[2]